# Brita Stensheim
Brita Stensheim (1940) è un'ex sciatrice alpina norvegese.

## Biografia
Sciatrice polivalente, Brita Stensheim vinse la medaglia d'oro nella combinata e quella di bronzo nella discesa libera ai Campionati norvegesi 1963 (Oppdal, 1-3 marzo); al trofeo Holmenkollen-Kandahar di quell'anno (Holmenkollen, 14-15 marzo), sua unica partecipazione a una competizione internazionale, si classificò 12ª nello slalom gigante, 6ª nello slalom speciale e 7ª nella combinata. Non prese parte a rassegne olimpiche o iridate.

## Palmarès

### Campionati norvegesi
- 2 medaglie[senza fonte]:
  - 1 oro (combinata nel 1963)[1]
  - 1 bronzo (discesa libera nel 1963)[senza fonte]